# シュローカ
シュローカ (śloka) とは、インドの伝統的な詩節（ガーター）の形式のひとつで、8音節からなる句（パーダ）を4つ並べた32音節から構成される。サンスクリットやプラークリットによるインド古典詩の韻律においてもっとも一般的に使われ、ラーマーヤナやマハーバーラタのような叙事詩でも主に使われる。

## 古典サンスクリット
シュローカはアヌシュトゥブ(anuṣṭubh)ともいう。ヴェーダのアヌシュトゥブに由来するが（ヴェーダの韻律を参照）、ヴェーダのものとは音節数はおなじだが韻律は異なっている。アヌシュトゥブとは「追って賛美すること」という意味であり、ヤースカのニルクタによればガーヤトリーという8音節3句からなる詩節にもう1句追加しているためにこう呼ばれる。
西洋古典詩と同様に脚韻を踏まず、音節数と音節の長短のみが規定されている。短母音で終わる音節が短い（軽い）音節であり、長母音・二重母音・子音で終わる音節は長い（重い）音節である。
なお、音節の境界は単語境界と一致しない。したがって短母音で終わる音節に複数の子音が後続するとその音節は長いとみなされるし、短母音+子音の後ろに母音が続くとその音節は短いとみなされる。
シュローカでは句の前半が長短どちらでもよいため、作詩が容易である。
短を「u」長を「-」、どちらでもよいものを「+」で表すと、典型的なシュローカは以下のような形式になる。
```
+ + + + u - - + |
+ + + + u - u + |
+ + + + u - - + |
+ + + + u - u + ||
```

すなわち、奇数句では第7音節が長く、偶数句では短い。2句めの終わりにははっきりした切れ目があり（サンディがそこで切れる）、16音節からなる詩行を2回くりかえした二行連と考えることもできる。
各句の前半4音節は長短が規定されていないが、何でもいいわけではなく、
- 第2音節と第3音節の少くともひとつが長くなければならない。
- 偶数句では第3音節と第4音節が短長の形式であってはならない。

という制約がある。
以上述べたのはパティヤー(pathyā)という通常形で、奇数句にはほかに以下の4つのヴィプラー(vipulā)という許容形がある（「/」はカエスーラ。1番目の第2・3音節はパティヤーと同様に短短であってはならない）。
```
1. + + + - u u u + 
2. + - u - - u u +
3. + - u - -/- - +
4. + + + -/- u - +
```

マクドネルによると、カーリダーサの2580の奇数句のうち9割ちかい2289句がパティヤーであり、ヴィプラーは1番目が116句、2番目が89句、3番目が85句、4番目が1句だった。

### 例
| āsīd rājā nalo nāma   | ナラという名の王がいた |
| vīrasenasuto balī     | 強きヴィーラセーナの子 |
| upapanno guṇair iṣṭai | 望ましい性質を授かり   |
| rūpavān aśvakovidaḥ   | 容姿端麗、馬術にたけた |

## パーリ語
パーリ語ではシローカ(siloka)またはワッタ(vatta)と呼び、やはり主要な形式である。
基本的な形式はサンスクリットの場合と同じだが、奇数句の音節の長短に限定が少なく、またさまざまな許容形がある。ときおり9音節の句がまじることもある（七仏通誡偈は4句中3句が9音節）。

### 例
| sabbe saṅkhārā aniccā ti | 「すべての行は無常である」と |
| yadā paññāya passati     | 智慧をもって見るときに       |
| atha nibbindati dukkhe   | 苦しみを厭い離れる           |
| esa maggo visuddhiyā     | これが清浄への道である       |

## 伝説
『ラーマーヤナ』第1巻第2章では、つがいの鳥の雄が猟師の矢で殺され、雌が悲しむのを見て強い感情におそわれたヴァールミーキの口をついて出たのがシュローカであり、ブラフマー神の勧めにより、そのシュローカを使って『ラーマーヤナ』を述べたことになっている。これはショーカ（śoka 悲しみ）とシュローカの語呂合わせによる起源説話である。